# Richard-Brasier

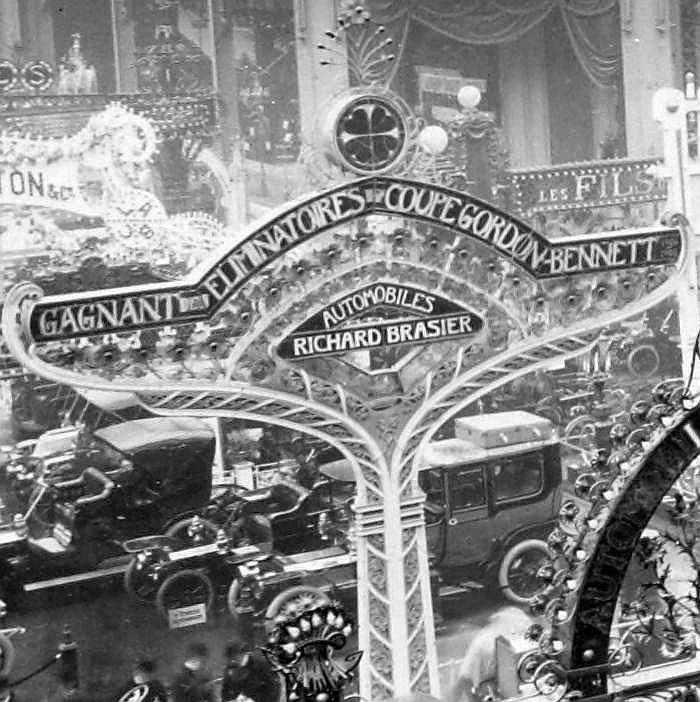
Emblema de Brasier en el Salón del Automóvil de París (1905)

Brasier, inicialmente conocida como Richard-Brasier, es un fabricante de automóviles francés desaparecido. La empresa, fundada en 1902 por Georges Richard y Charles-Henri Brasier, tenía la oficina central y los servicios comerciales en el número 23 de la Avenida de la Gran Armada del Distrito 16 de París, y la fábrica en el número 2 de la Calle Galilée, en Ivry-Port.
Durante la década de 1900, los automóviles Brasier lograron numerosos éxitos en las carreras, aunque eran muy propensos a volcarse. 
En 1905, Charles Henry Brasier, entonces director y administrador, se aprovechó de la prolongada ausencia de Richard de la compañía debido a un accidente y le rescindió el contrato, asumiendo en solitario el control de la marca. Los automóviles producidos posteriormente no tuvieron el mismo éxito. Aunque Brasier se asoció con Camille Chaigneau, la compañía finalmente se declaró en quiebra y desapareció en 1930. 

## Orígenes

### Los hermanos Richard

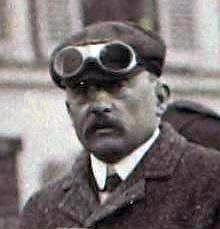
Charles-Henri Brasier en 1903

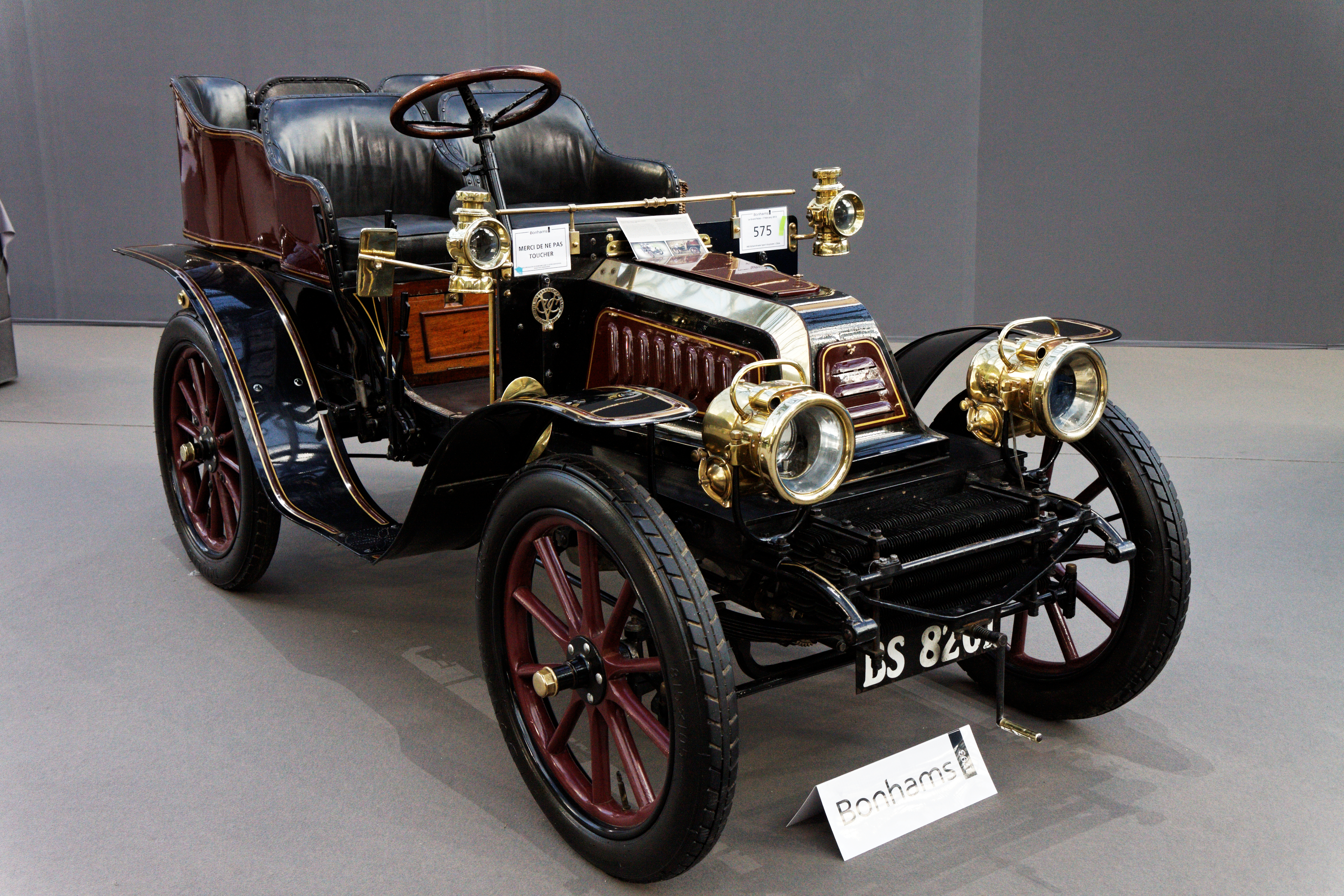
Un Richard-Brasier tipo H (1903)

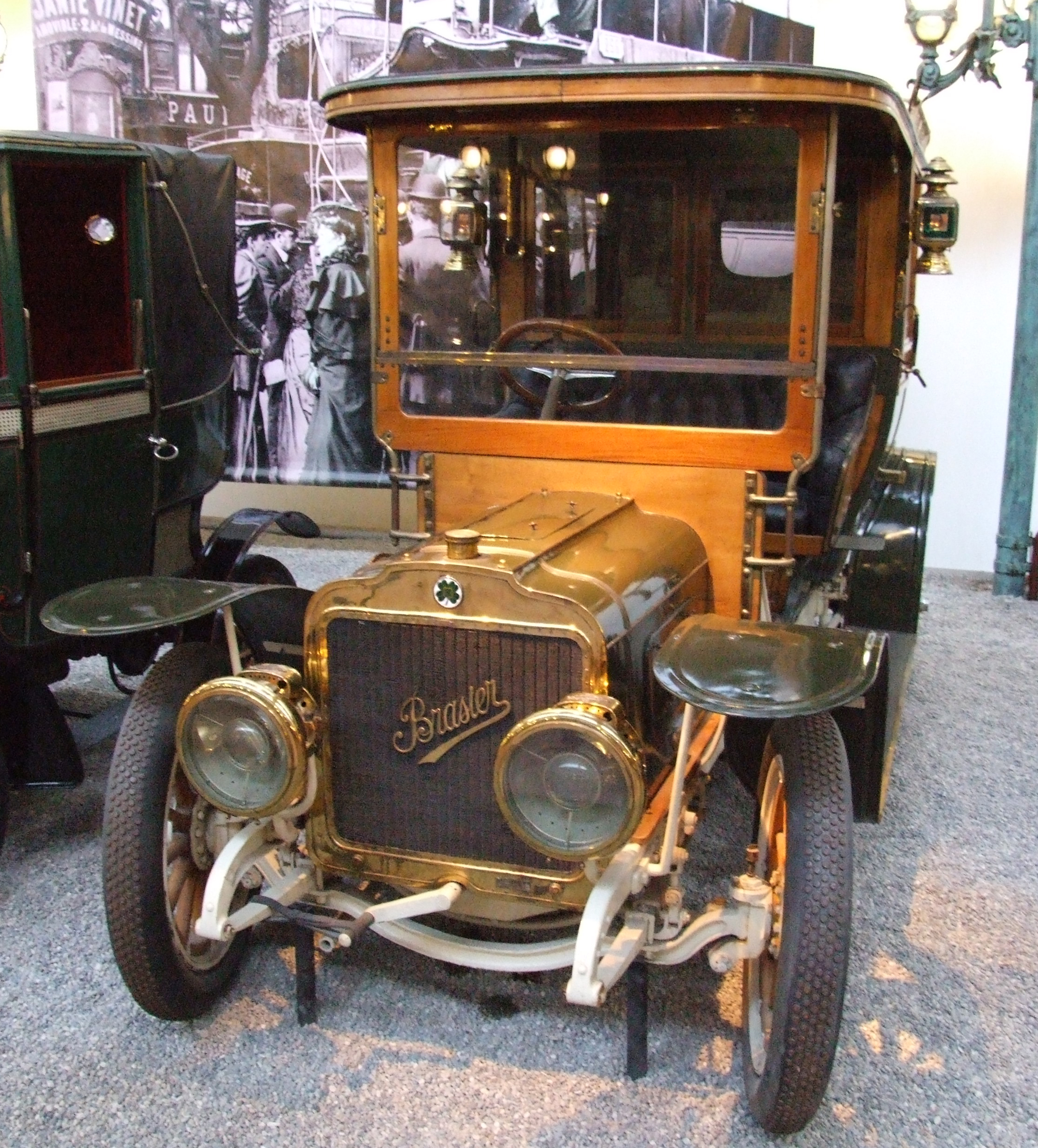
Automóvil Brasier expuesto en el Museo Nacional de Mulhouse

Georges Richard y su hermano mayor, Félix-Maxime, trabajaron durante la década de 1890 en un taller de reparación y fabricación de bicicletas. Debido a su éxito, los dos hermanos fundaron la compañía llamada "Société des Cycles Georges Richard", en cuyos estatutos se menciona por primera vez la construcción y venta de automóviles.
La calidad de sus bicicletas es tal que los dos hermanos garantizan su construcción de por vida ante cualquier defecto inherente a la fabricación en sí. Con este compromiso forjando su reputación, la compañía obtiene contratos de venta con el Servicio de Salud de las Fuerzas Armadas y el de Correos y Telégrafos. Sus actividades crecientes obliga a los dos hermanos a cambiar su nombre para convertirse oficialmente en "Sociedad de Construcción de Bicicletas y de Automóviles Georges Richard". Su primer automóvil, un biplaza propulsado por un motor monocilíndrico de 708 cc y una potencia de 3,5 caballos, se presentó en el Tercer Salón de la Bicicleta, abierto por primera vez a "ciclos sin caballos". Llamado "Pony", este automóvil se fabricó entre 1896 y 1902.

### Charles-Henri Brasier
Desde 1886, Charles-Henri Brasier, graduado de la Escuela de Artes y Oficios de Chalons, había sido diseñador de la empresa Mors. "Inteligente e ingenioso", diseñó con éxito el primer motor en V de cuatro cilindros con interruptor de encendido para automóviles. Cuando Émile Mors decidió que sus coches participaran en las carreras, Brasier finalmente encuentra la oportunidad de mostrar sus cualidades. En pocos años, los automóviles Mors serán conocidos por sus innumerables éxitos en todo tipo de pruebas: París-Dieppe, París-Trouville, París-Ámsterdam, París- Ostende, París- Berlín... Los excesos generados por la construcción de automóviles cada vez más potentes, así como las exigencias de Brasier, que pocas personas soportan, producen una serie de conflictos entre Brasier y Mors. En 1901, Brasier dejó la compañía, un año que también marcó el final de las victorias de Mors en las principales competiciones. 

## La edad de oro

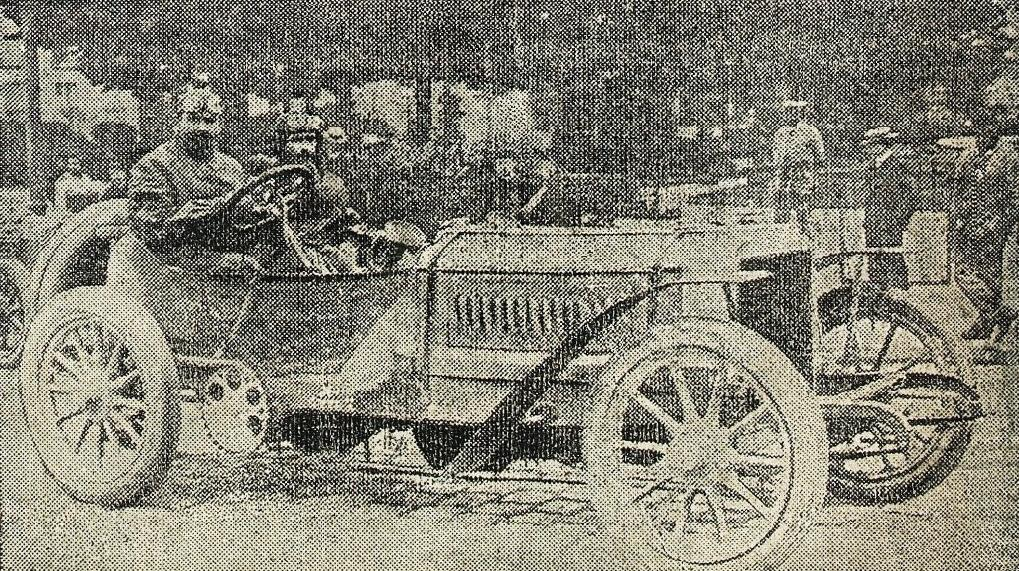
Brasier de Gran Premio (1906)

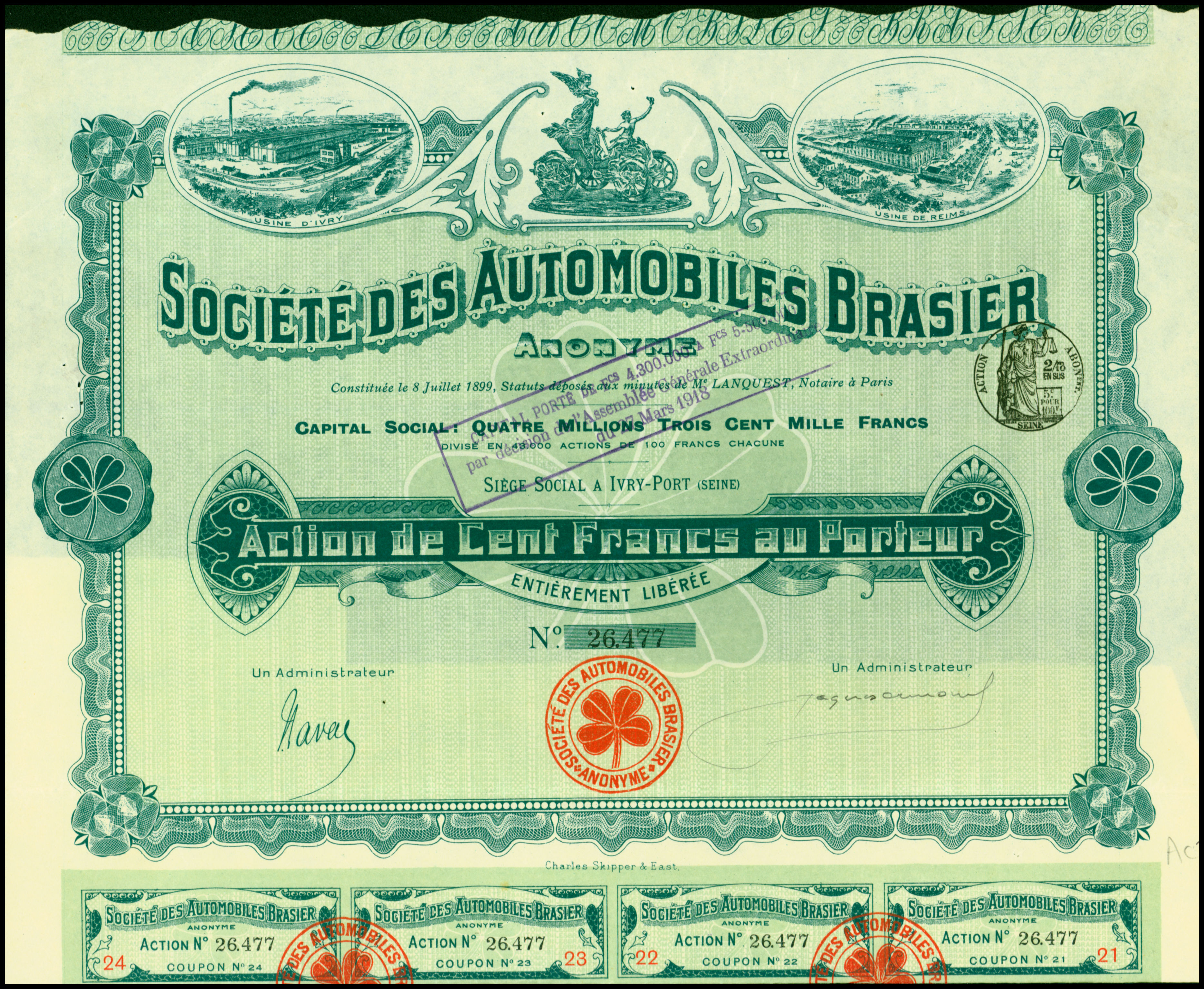
Acción de la Société des Automobiles Brasier de fecha 8 de julio de 1899

En 1902, Brasier se asoció con Richard para fundar la empresa conocida como Richard-Brasier. De esta unión nacerían automóviles innovadores, con una potencia que variaba entre 8 y 12 caballos, aunque tenían un gran parecido con los automóviles de Panhard y Levassor. Brasier y Richard registraron muchas patentes, como las bujías conocidas como de expansión libre, el embrague de correa o el cambio de marchas en un cárter sellado. La mayor innovación consistió en un carburador con pulverizador y ajuste automático, que permitía la entrega de un flujo constante de combustible. A partir de un pequeño negocio casi artesanal, Richard y Brasier se situaron al frente de un complejo industrial con 300 personas empleadas. 

### Automovilismo

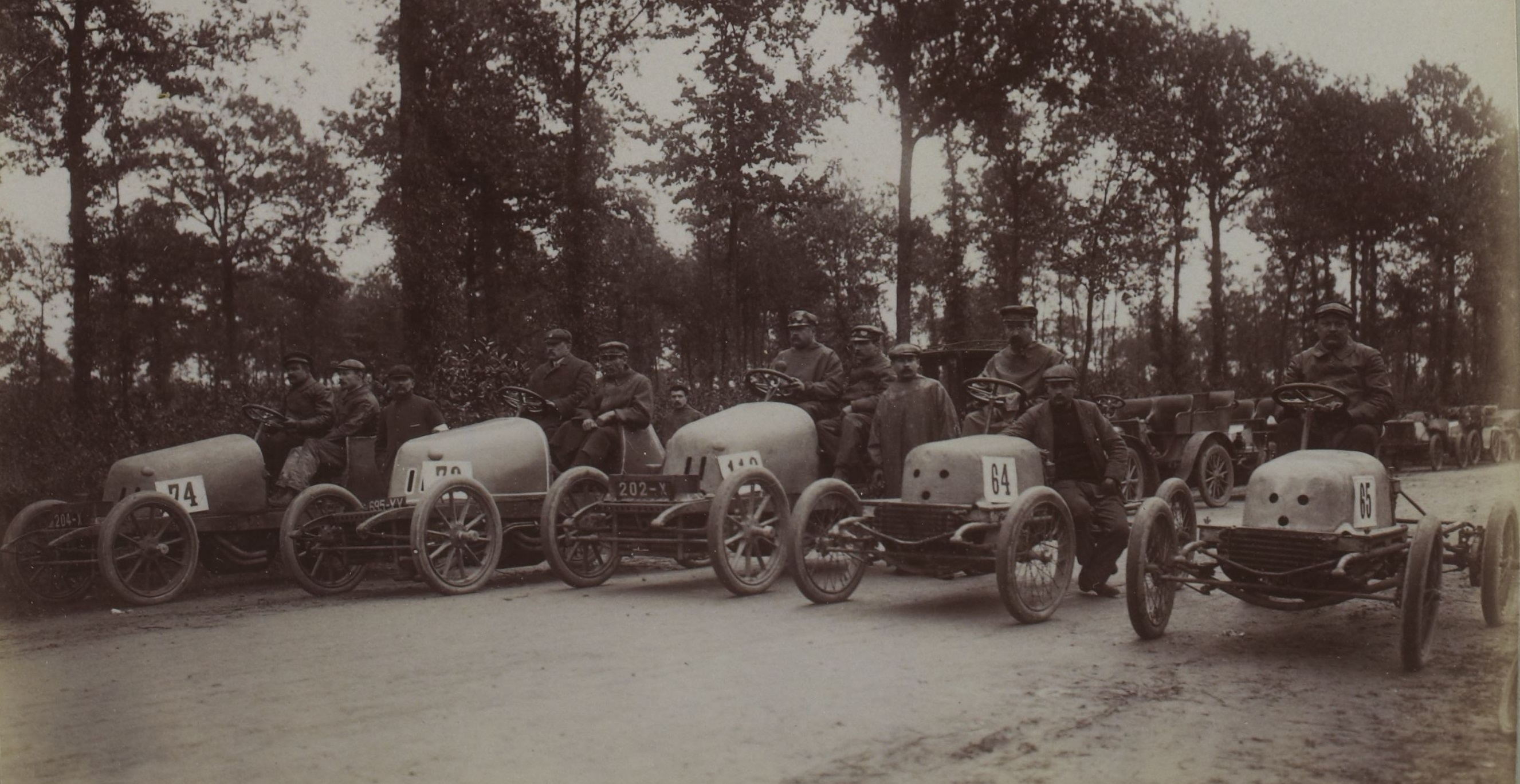
El equipo Brasier en el Kilómetro de Dourdan de 1903 (C. H. Brasier con el número 73)

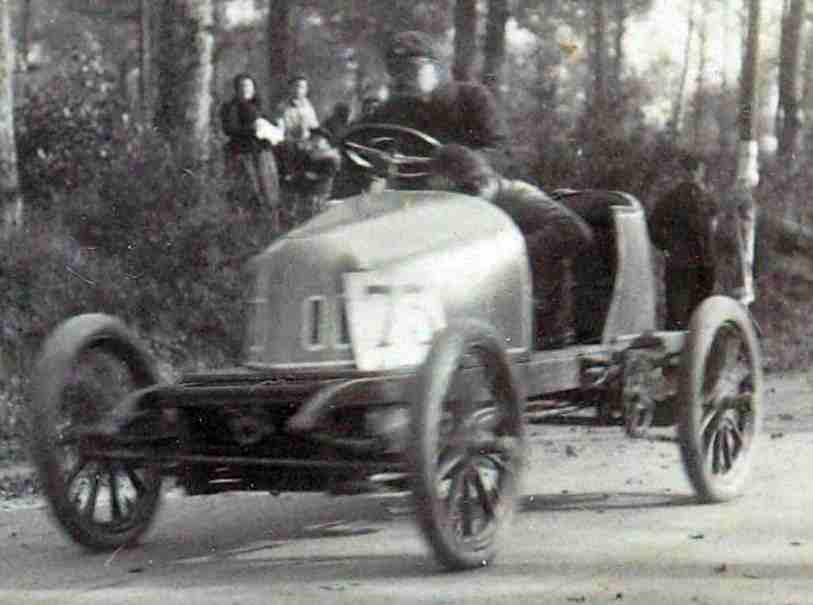
Charles-Henri Brasier con el número 73 en Dourdan (1903)

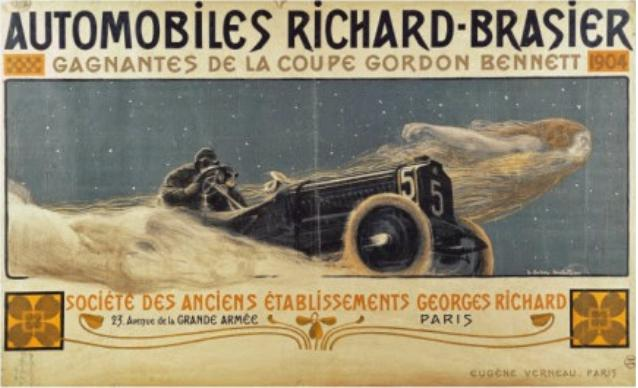
Anuncio diseñado por Henri Bellery-Desfontaines para los automóviles Richard-Brasier, tras su victoria en la Copa Gordon Bennett

También se construyó un automóvil más potente para participar en la París-Madrid de 1903, una de las carreras más famosas de la época. Georges Richard participó en persona en la prueba, lo que tuvo una influencia inesperada en el curso del negocio. Durante la prueba (conocida por el número de participantes que murieron durante el evento), Richard chocó con un árbol mientras trataba de evitar a un espectador, resultando herido gravemente en una pierna. Esta circunstancia propiciaría que poco tiempo después Brasier dejara fuera del negocio a Richard. 
En 1904 y 1905, los coches Richard-Brasier vencieron en la Copa Gordon-Bennett, el campeonato más prestigioso del momento, con presencia de la mayoría de las marcas de automóviles de numerosos países. Léon Théry terminó primero en 1904 con un coche con motor de cuatro cilindros y 80 CV, y en 1905 con otro de 96 CV. Estas dos victorias contribuyeron ampliamente al renombre mundial de la marca. Sin embargo, su edad de oro fue de corta duración. Durante la segunda mitad de la década de 1900 todavía se obtuvieron resultados destacables con los pilotos Paul Bablot, Paul Baras o Jules Barillier (cuarto en el Gran Premio de Francia y en el circuito de las Ardenas en 1906, y séptimo en la edición del primero en 1907). 
En 1927, Jean Chaigneau ganó el Critérium París-Niza con un descapotable deportivo TD4. 

### Modelos

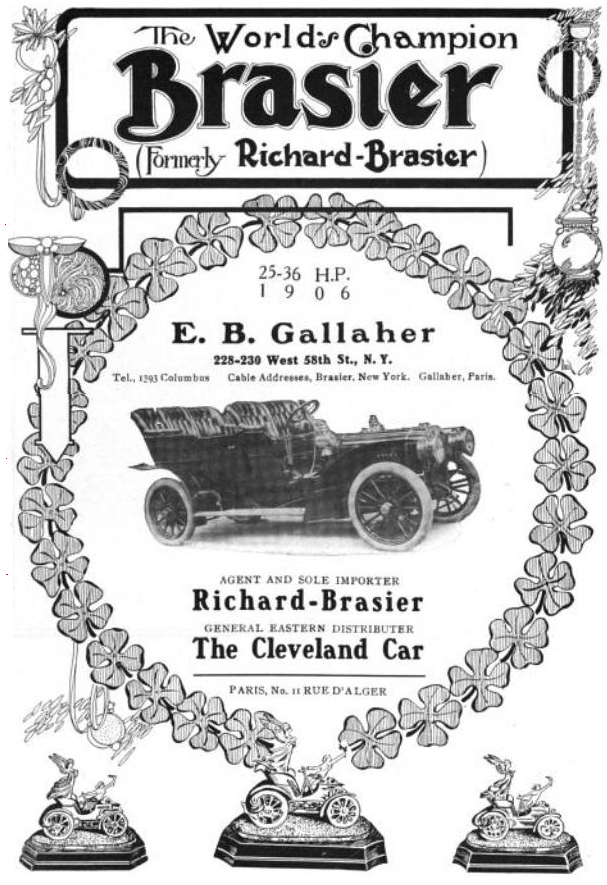
Anuncio para la importación estadounidense (1906)

En 1908 la gama incluía 6 modelos (precios para chasis completo, pero sin carrocería): 
- 12 HP 15 cv a 9500 francos de la época
- 16 HP 26 cv a 13.500 francos
- 25 HP 40 cv a 16.000 francos
- 30 HP 40 cv a 17.000 francos
- 32 HP 40 cv a 19.000 francos
- 45 HP 60 cv a 25.000 francos

Carrocería disponible para:
- Doble-faetón (desde 1800 francos)
- Faetón 1/2 limosina (desde 3500 francos)
- Limusina, Landaulet-limusina y Landaulet 3/4 (desde 5000 francos)
- Berlina (desde 5750 francos)

## Declive

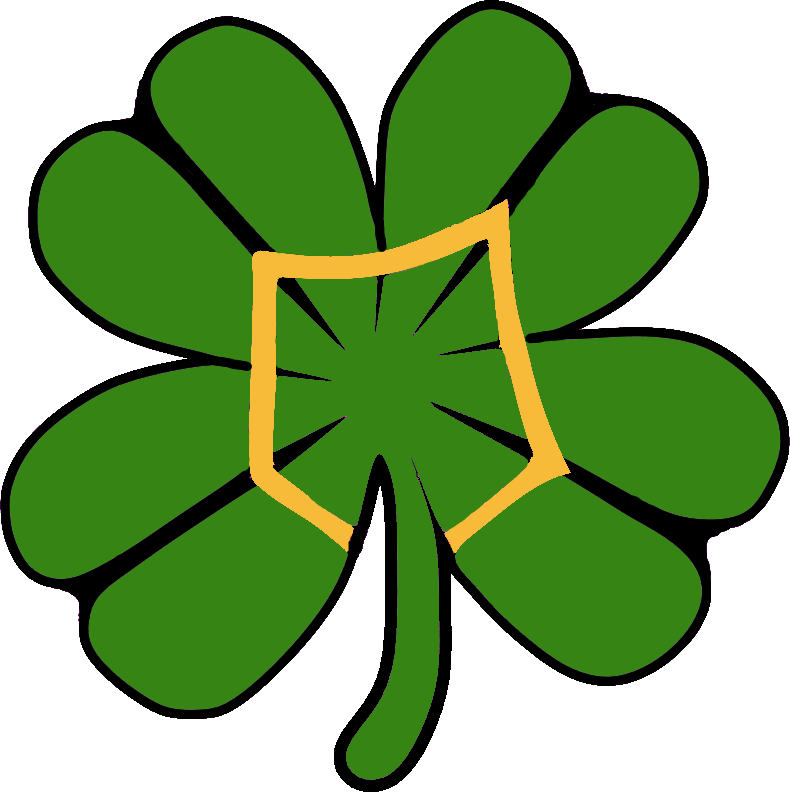
El trébol de cuatro hojas, emblema de la marca Brasier

La popularidad que despertó la victoria de Léon Théry benefició enormemente a la marca y especialmente a Brasier, que se encontraba en solitario al frente del negocio debido a la convalecencia de Richard. Sus repetidas ausencias le permitieron a Brasier ser nombrado director y administrador de la marca en 1904. Poco después, Brasier decidió rescindir su contrato con Richard, al tiempo que conservaba las fábricas de Ivry-Port, pero también el emblema del trébol de cuatro hojas, a pesar de que el escudo había sido registrado por Georges Richard.
La ruptura repentina entre los dos socios llegó mucho más allá, ya que Brasier retuvo el nombre de Richard-Brasier para sus futuros automóviles, y presentó una demanda contra Richard para evitar que usara su nombre en el caso de que continuara fabricando posteriormente automóviles. Sin embargo, Richard ganó la demanda, pero no usaría su nombre más adelante. De hecho, fundó la compañía Unic, hoy conocida como Iveco. Por su parte, Brasier cambió el nombre de la empresa a "Société des Automobiles Brasier".

### Fusión con Chaigneau
Aunque no carentes de calidad y robustez, los automóviles producidos por Brasier desde 1905 en adelante siguieron siendo muy "convencionales", e incluso el nuevo modelo de 1912, un automóvil ligero y moderno equipado con un bloque motor de 4 cilindros, no fue suficiente. Además, tras sus victorias en las carreras, Brasier duplicó los precios de sus automóviles, pero a partir de 1906 las victorias se hicieron cada vez más raras. La popularidad de la marca continuó disminuyendo, al igual que lo que ocurrió con muchas otras marcas francesas del momento.
En 1926, Brasier reorganizó la compañía y aunó sus esfuerzos con los de Camille Chaigneau para formar la nueva compañía automotriz Chaigneau-Brasier. Para recuperar la liquidez de la empresa, vendieron los edificios de su propiedad. Desafortunadamente, Brasier no logró adaptarse a la nueva situación económica, ya que las ventas de automóviles de lujo estaban en completo declive. Los nuevos modelos eran demasiado caros para un mundo que estaba sufriendo la crisis económica de 1929.

## Alrededor de la marca

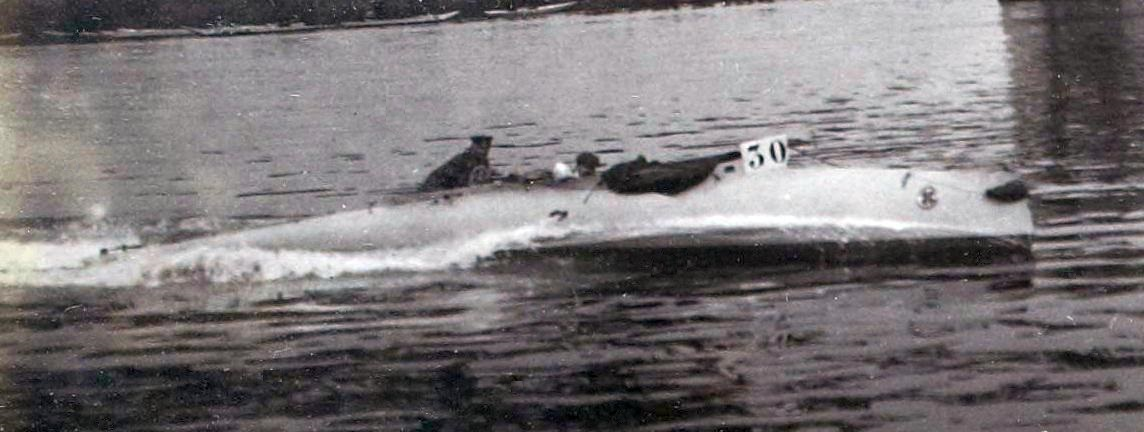
Émile Thubron, campeón olímpico de lanchas motoras en1908

- Brasier es el único fabricante de motores francés en ostentar un título de campeón olímpico, junto con Émile Blakelock Thubron, logrado en Southampton el 29 de agosto de 1908 (con su motor de 4 cilindros y 90 CV, montado sobre un casco francés Pitre de 30 pies). En 1936, el fabricante británico de motores Singer ganó el evento de automovilismo de los Juegos Olímpicos de Verano de 1936, pero se trataba de una prueba de demostración.
- El escritor y músico Boris Vian contribuyó a la fama póstuma de la marca alabando y mostrándose a bordo de su "sensacional Richard-Brasier de 1911 con freno de pedal", en particular en la portada de su único disco de vinilo.